# Evippa lugubris
Evippa lugubris là một loài nhện trong họ Lycosidae.
Loài này thuộc chi Evippa. Evippa lugubris được Jun Chen, Da-xiang Song & Joo-Pil Kim miêu tả năm 1998.